# Album (musique)
Pour les articles homonymes, voir Album.

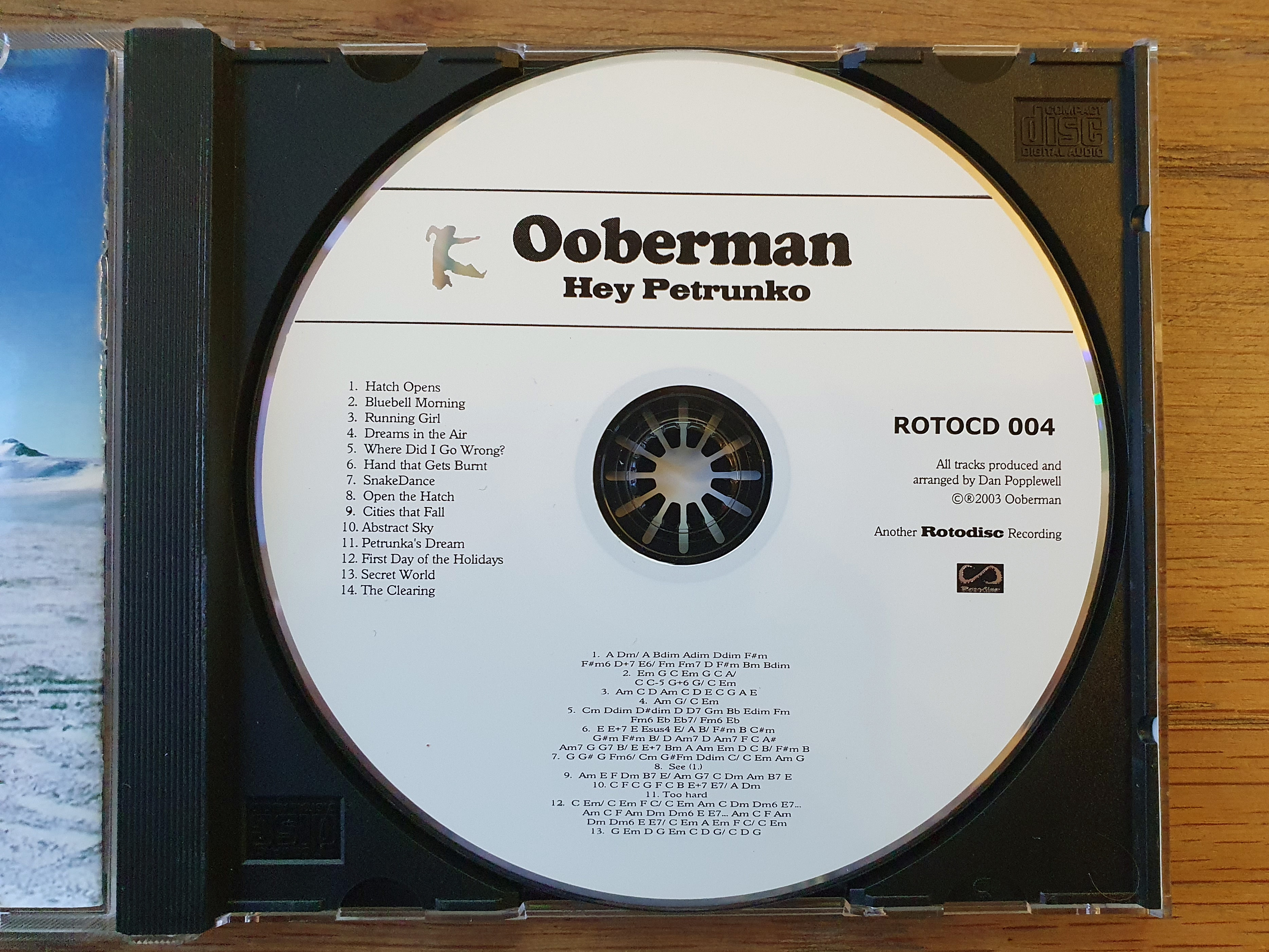
Album (datant de 2000 environ) gravé sur disque compact (CD).

Un album, ou album de musique, est un produit phonographique distribué au public sous forme de CD, de disque vinyle ou d'un ensemble de fichiers numériques, et regroupant un recueil de titres d'un ou plusieurs compositeurs, d'un chanteur, d'un groupe ou d'un musicien, ou un ou plusieurs mixes d'un ou plusieurs DJ. 
Un album, au sens musical du terme, désigne l'enregistrement d'un artiste ou d'un ensemble d'artistes comportant plusieurs titres, inédits ou déjà révélé au public sous forme de single.

## Types notables
Les albums consacrés à un genre musical et contenant plusieurs titres de différents interprètes et les albums rassemblant plusieurs morceaux d'un même artiste enregistrés à l'origine sur différents disques sont appelés compilations.

### Album hommage
Un album hommage ou album de reprises (tribute album en anglais) est une compilation de reprises de chansons ou de compositions instrumentales. Son concept peut impliquer plusieurs artistes reprenant les chansons d'un seul artiste, d'un seul genre ou d'une seule période, un seul artiste reprenant les chansons de plusieurs artistes ou d'un seul artiste, d'un seul genre ou d'une seule période, ou toute variante d'un album de reprises publié en tant qu'« hommage ».

### Album live

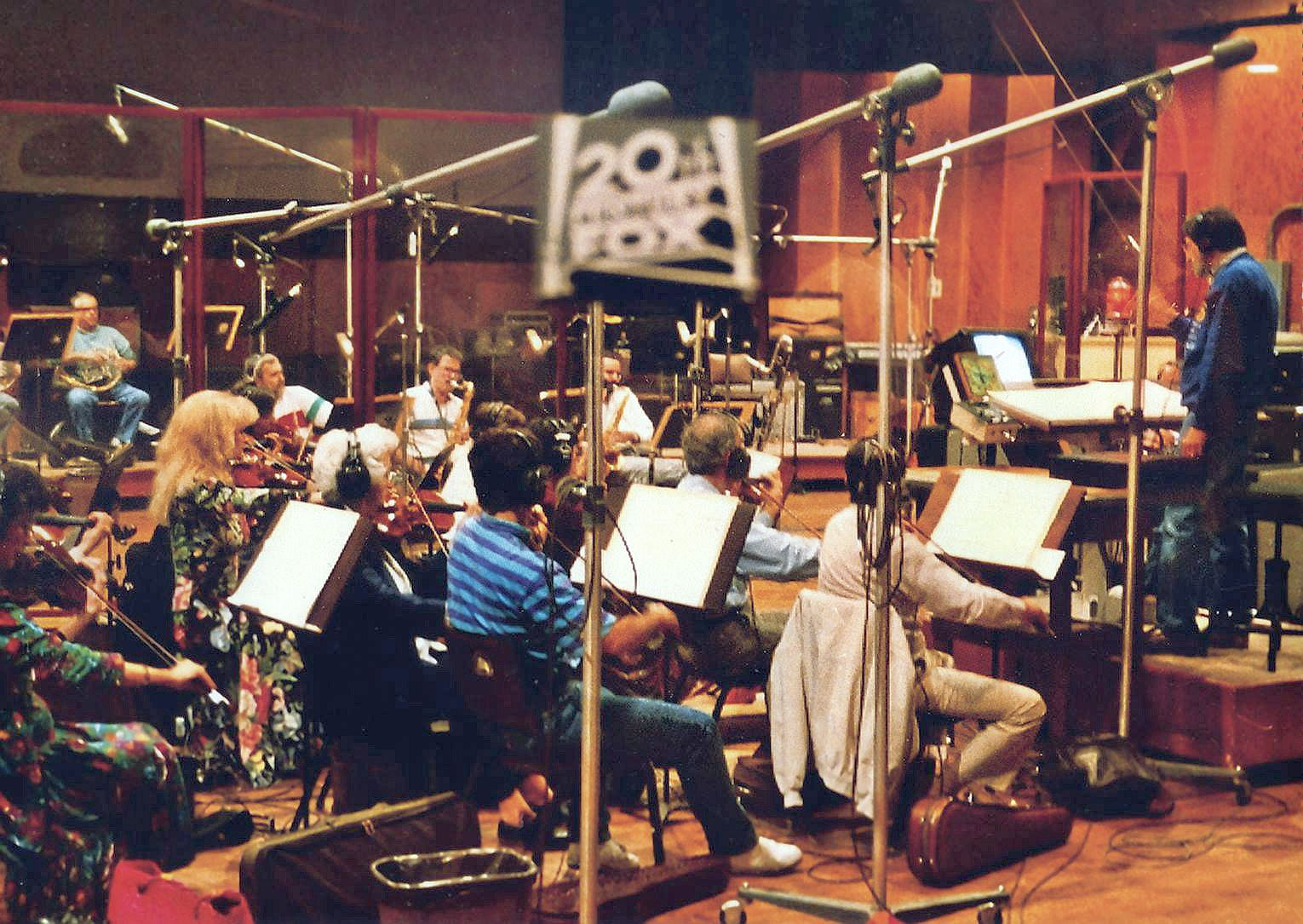
orchestre enregistré en « live » dans un studio d'enregistrement.

Les enregistrements réalisés en une seule prise, sans overdubbing ni multipistes, sont qualifiés de « live », même lorsqu'ils sont réalisés en studio. Cependant, l'acception courante d'un album live est celle d'un album enregistré lors d'un concert avec un public, même lorsque l'enregistrement est overdubbed ou multipiste.

### Album solo
Un album solo, en musique populaire, est un album enregistré par un membre actuel ou ancien d'un groupe musical qui est publié sous le seul nom de cet artiste, même si certains ou tous les autres membres du groupe peuvent y participer. L'album solo est apparu dès la fin des années 1940. En 1947, un article du magazine Billboard annonçait que « Margaret Whiting discutait avec les responsables de Capitol de son premier album solo sur lequel elle serait soutenue par Frank De Vol ».

### Album studio
La plupart des albums sont des « albums studio », c'est-à-dire qu'ils sont enregistrés dans un studio d'enregistrement avec un équipement destiné à donner à ceux qui supervisent l'enregistrement le plus grand contrôle possible sur le son de l'album. Ils minimisent les bruits extérieurs et les réverbérations et disposent de microphones et d'équipements de mixage audio très sensibles. Les membres du groupe peuvent enregistrer leurs parties dans des pièces séparées ou à des moments différents, en écoutant les autres parties de la piste avec des écouteurs pour garder le bon timing. Dans les années 2000, avec l'avènement de l'enregistrement numérique, il devient possible pour les musiciens d'enregistrer leur partie d'une chanson dans un autre studio, dans une autre partie du monde, et d'envoyer leur contribution par des canaux numériques pour qu'elle soit incluse dans le produit final.

## Récompenses
Selon le nombre d'exemplaires vendus d'un album ou d'un simple, l'artiste peut recevoir une récompense : disque d'argent, disque d'or, disque de platine ou disque de diamant. Ces récompenses sont cumulatives dans le sens que recevoir un disque d'or pour un album en France signifie qu'il s'est vendu à cinquante mille exemplaires. Si les ventes continuent, l'artiste pourra être aussi gratifié d'un disque de platine pour le même album. Par ailleurs, un album peut être certifié disque d'or et un single qui en est tiré peut être certifié disque de platine.

## Harmonisation de la date de sortie
Le 27 février 2015, la Fédération internationale de l'industrie phonographique annonçait que désormais l'ensemble des albums et singles sortiront le vendredi à 00h01, heure locale. De telle sorte que la sortie soit harmonisée sur tous les continents,.

## Vocabulaire associé
| Vocable en anglais | Traduction littérale | Signification |
| ------------------ | -------------------- | --- |
| Long play (LP)     | Long jeu             | Album long, initialement spécifique au format vinyle (30 cm et 25 cm), son usage se répand également pour désigner le format CD, dans les pays anglophones uniquement. |
| Extended play (EP) | Jeu étendu           | Album court, qui correspond au 45 tours quatre titres, dit aussi « super 45 tours ». |
| Single             | Seul, simple         | Album contenant un ou deux titres (45 tours classique), le plus souvent décliné en plusieurs versions, voire enrichi de quelques titres inédits. Au format vinyle, quand le titre de la face A était dans une version plus longue que celle de l'album (33 tours) celui-ci s'appelait maxi (sa taille était généralement alors celle d'un 30 cm bien que ne comportant que deux titres). |
| Mixtape            | Cassette compilée    | Compilation mixée, enregistrée à l'origine sur une cassette audio. Aujourd'hui la plupart des mixtapes sont au format CD. |
| Self Titled        | Auto-titré           | Se dit d'un album dont le titre est le nom de l'artiste (éponymie). |